# Jennings (Australia)
Jennings – wieś w Australii, leżąca na pograniczu stanów Queensland i Nowa Południowa Walia, administracyjnie należąca jednak do tego drugiego, a dokładniej do hrabstwa Tenterfield. Przez miejscowość przechodzi droga New England Highway, a także jedna z głównych linii kolejowych łączących oba stany.